# 北九州市立二島中学校
北九州市立二島中学校（きたきゅうしゅうしりつふたじまちゅうがっこう）は、福岡県北九州市若松区にある市立中学校。

## 沿革
- 1985年4月 - 北九州市立石峯中学校・北九州市立洞北中学校より分離し開校。

## 通学区域
- 北九州市立二島小学校通学区
  - 赤岩町、西天神町の一部、東二島、二島の一部、南二島、大字二島の一部
- 北九州市立鴨生田小学校通学区
  - 片山、鴨生田、畠田の一部、二島の一部、大字畠田の一部
- 北九州市立花房小学校通学区
  - 畠田の一部、大字畠田の一部

## 部活動
運動部
- 野球部
- 男子サッカー部
- 男子バレーボール部
- 女子バレーボール部
- 男子バスケットボール部
- 剣道部

文化部
- 合唱部
- 美術部
- 茶華道部

## 委員会活動
- 生徒会
- 代議員会
- 学習生活委員会
- 放送給食委員会
- 環境保健委員会
- 文化図書委員会
- 体育委員会

## 出身有名人
- 本山雅志（プロサッカー選手／ギラヴァンツ北九州・元日本代表）
- 宮原裕司（元プロサッカー選手／アビスパ福岡）
- 山形恭平（元プロサッカー選手／アビスパ福岡）
- 山形辰徳（プロサッカー選手／アビスパ福岡）
- 伴大吾（元吉本新喜劇の座員）